# Meridyrias apicalis
Meridyrias apicalis là một loài bướm đêm trong họ Noctuidae.